# Liste der Kantone im Département Lozère
Das Département Lozère liegt in der Region Okzitanien in Frankreich. Es untergliedert sich in zwei Arrondissements mit 13 Kantonen (französisch cantons).
Siehe auch: Liste der Gemeinden im Département Lozère

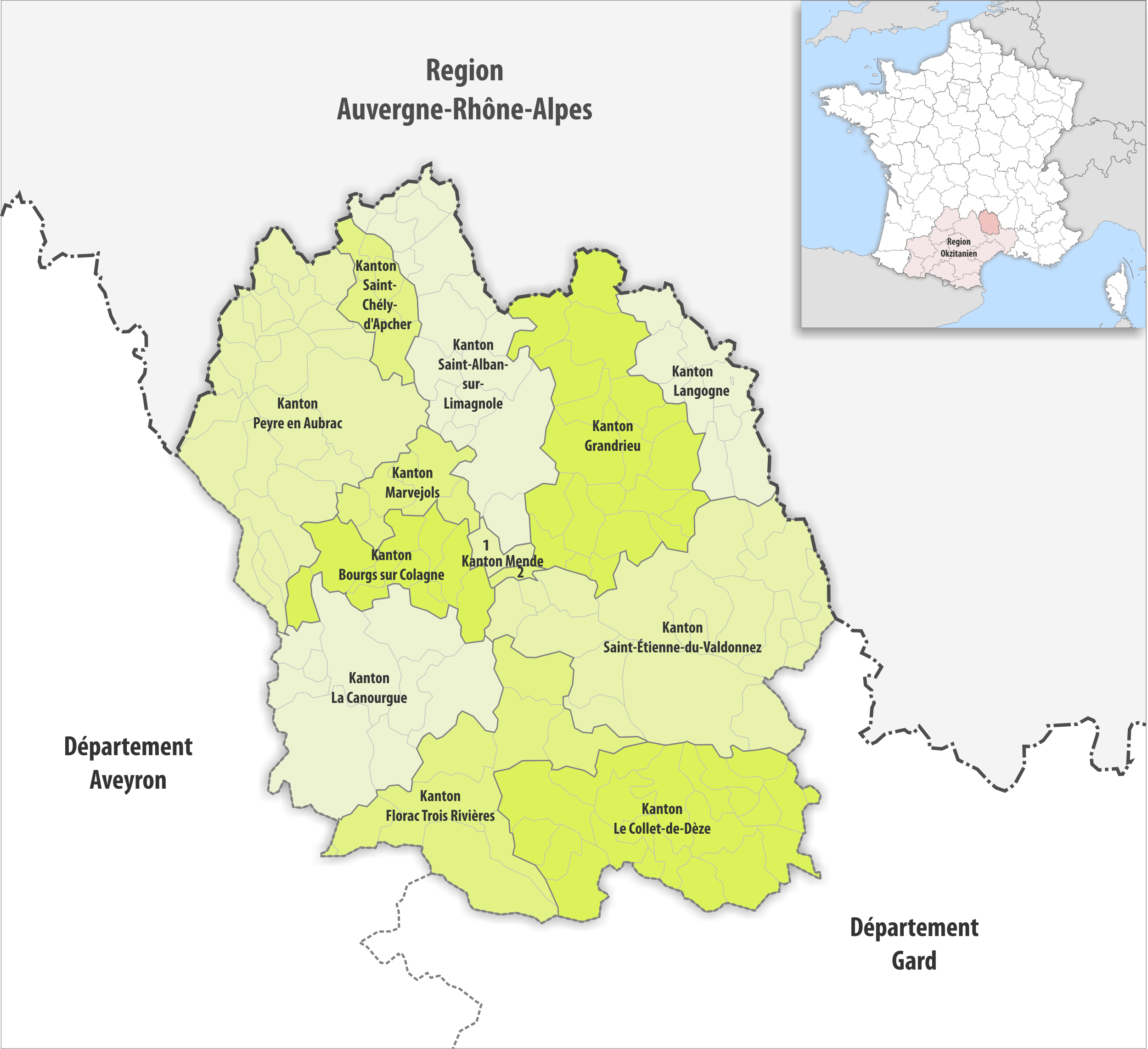
Gemeinden und Kantone im Département Lozère

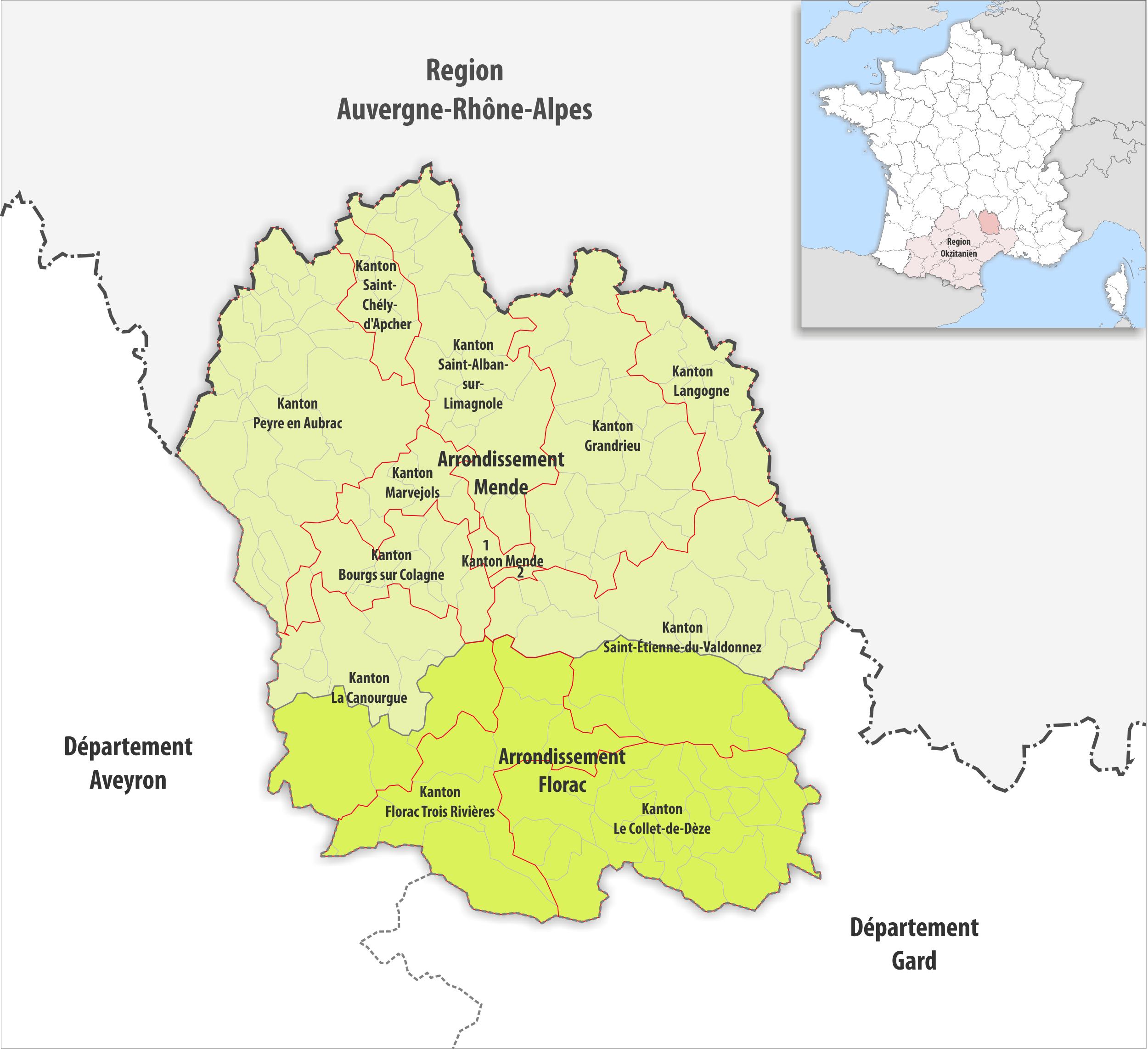
Gemeinden, Arrondissemente und Kantone im Département Lozère

| Kanton                     | Gemeinden | Einwohner 1. Januar 2022 | Fläche km² | Dichte Einw./km² | Code INSEE | Arrondissement(e) |
| -------------------------- | --------- | ------------------------ | ---------- | ---------------- | ---------- | ----------------- |
| Bourgs sur Colagne         | 12        | 6.906                    | 239,34     | 29               | 4803       | Mende             |
| Florac Trois Rivières      | 9         | 5.297                    | 562,57     | 9                | 4805       | Florac            |
| Grandrieu                  | 19        | 4.981                    | 591,32     | 8                | 4806       | Mende             |
| La Canourgue               | 8         | 5.908                    | 470,14     | 13               | 4802       | Florac, Mende     |
| Langogne                   | 9         | 4.627                    | 241,42     | 19               | 4807       | Mende             |
| Le Collet-de-Dèze          | 23        | 5.156                    | 631,84     | 8                | 4804       | Florac            |
| Marvejols                  | 5         | 5.744                    | 117,98     | 49               | 4808       | Mende             |
| Mende-1                    | 1⁄2       | 6.172                    | 25,87      | 239              | 4809       | Mende             |
| Mende-2                    | 1⁄2       | 6.150                    | 10,69      | 575              | 4810       | Mende             |
| Peyre en Aubrac            | 25        | 6.568                    | 764,85     | 9                | 4801       | Mende             |
| Saint-Alban-sur-Limagnole  | 17        | 6.287                    | 524,81     | 12               | 4811       | Mende             |
| Saint-Chély-d’Apcher       | 6         | 5.993                    | 119,01     | 50               | 4812       | Mende             |
| Saint-Étienne-du-Valdonnez | 18        | 6.714                    | 867,04     | 8                | 4813       | Florac, Mende     |
| Département Lozère         | 152       | 76.503                   | 5.166,88   | 15               | 48         | –                 |

## Liste ehemaliger Kantone
Bis zum Neuzuschnitt der französischen Kantone im März 2015 war das Département Lozère wie folgt in 25 Kantone unterteilt:
| Arrondissement | Kantone |
| -------------- | --- |
| Florac         | Barre-des-Cévennes, Florac, Le Massegros, Meyrueis, Le Pont-de-Montvert, Sainte-Enimie, Saint-Germain-de-Calberte |
| Mende          | Aumont-Aubrac, Le Bleymard, La Canourgue, Chanac, Châteauneuf-de-Randon, Fournels, Grandrieu, Langogne, Le Malzieu-Ville, Marvejols, Mende-Nord, Mende-Sud, Nasbinals, Saint-Alban-sur-Limagnole, Saint-Amans, Saint-Chély-d’Apcher, Saint-Germain-du-Teil, Villefort |